# Les Pléiades (Gobineau)
Pour les articles homonymes, voir Pléiade.
Pour la commune, voir Les Pléiades.

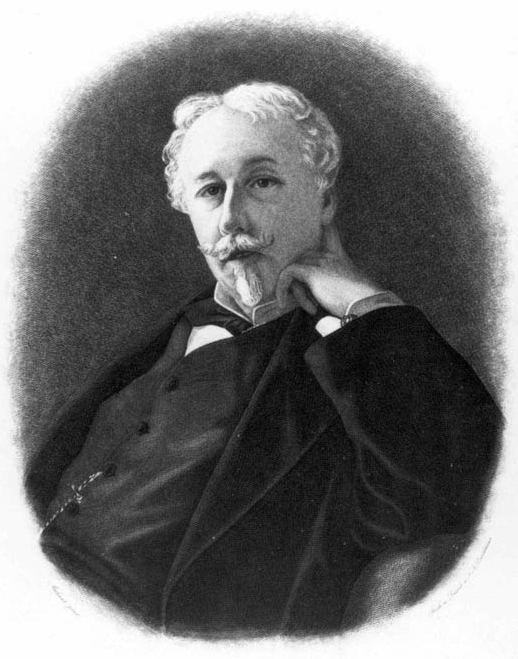
Arthur de Gobineau en 1876

Les Pléiades est un roman de Joseph Arthur de Gobineau publié en 1874. Il se divise en deux livres.

## Intrigue
Dans le premier livre (un quart du roman), trois voyageurs bien nés discutent d'art, de paysages italiens, de leurs amours et de leur position face à une société démocratique montante qui leur inspire du mépris. L'Anglais Wilfrid Nore, le Français Louis de Laudon et l'Allemand Conrad Lanze vont se définir eux-mêmes : « Nous sommes trois calenders, fils de Rois », ce qui signifie, selon les mots de Nore : « Je suis d'un tempérament généreux, étranger aux suggestions ordinaires des naturels communs ». Cette communauté, essentiellement morale et idéale, qui se rencontre dans tous les lieux d'Europe où le roman emporte le lecteur, de Vilnius à l'Italie, va se transformer en communauté physique dans la petite principauté imaginaire de Burbach.
Dans le deuxième livre en effet, les trois amis se rencontrent chez un prince régnant de l'Allemagne pré-bismarckienne, Jean-Théodore de Woerbeck-Burbach. Jusque là roman de formation d'un romantisme tardif, et roman d'idées conservateur, Les Pléiades se concentrent alors sur les destins amoureux des héros présentés dans la première partie : Wilfrid Nore épouse Harriet, une aventurière en Orient, plus âgée et plus pauvre que lui mais qui n'en sera pas moins son amour de jeunesse ; le libertin Louis de Laudon voue à Mme de Gennevilliers un amour platonique paradoxal avant de constater qu'il ne fait qu'obéir ainsi à une femme coquette et de se tourner vers l'exemple de son cousin qui a vécu pleinement sa passion pour la Comtesse Tonska avant d'embrasser une vie entièrement ascétique en voyant qu'il ne pouvait en être aimé ; le vieux Jean-Théodore de Woerbeck-Burbach est abandonné par cette Comtesse Tonska mais il va se jeter dans une passion insensée pour une de ses nièces, Aurore, qui sera récompensée malgré la rapacité de son entourage, au prix d'un divorce et d'une abdication. Enfin Conrad Lanze, après avoir été torturé mentalement pendant des mois par la Comtesse Tonska, personnage le plus ténébreux et vicieux du roman, est finalement aimé contre toute attente par cette femme sans cœur qui aura découvert les limites de son détachement des choses.
Les femmes sont à plusieurs reprises assimilées aux Pléiades du titre, à la fois créatures astrales et mythologiques, bien que le roman n'en donne pas une image aussi unifiée que celle des trois héros masculins. Les thèmes récurrents sont ceux du scandale de l'amour pour la société bourgeoise, de la différence d'âge des amants et de la récompense de la patience et de la fidélité.